# Башня Калаорра

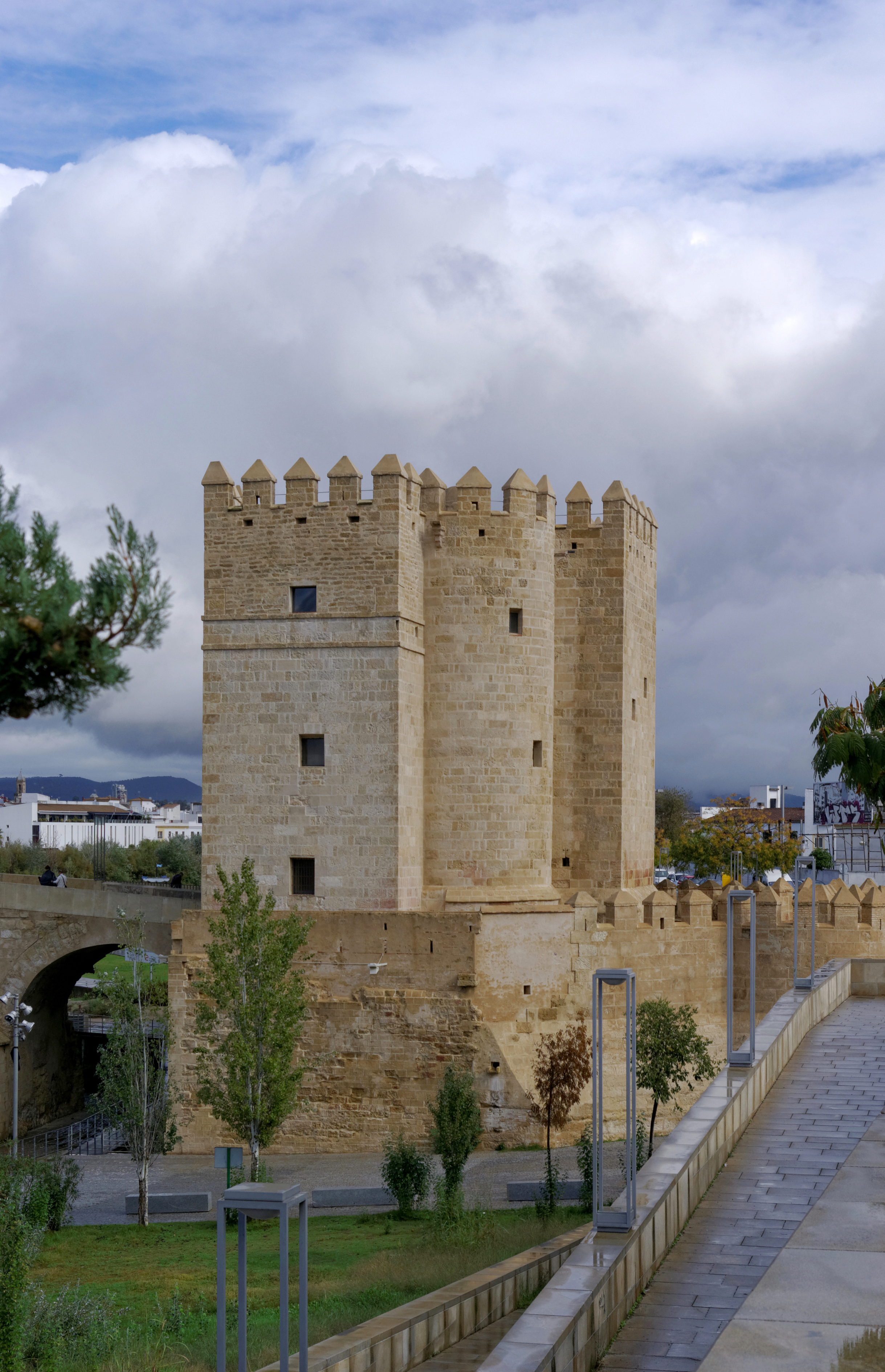
Башня Калаорра, на заднем плане Римский мост через Гвадалкивир и Мескита

Башня Калаорра (исп. Torre de la Calahorra) — башня в испанской Кордове, одна из достопримечательностей города.
Торре-де-ла-Калаорра является образцом архитектуры позднего исламского периода Кордовы, была построена как защитное сооружение к концу XII века Альмохадами на левом берегу Гвадалкивира в южном конце Римского моста. Во время освобождения города башня была повреждена, но восстановлена в 1369 года Энрике II Кастильским.
В 1931 году сооружение стало охраняемым культурным объектом. Сегодня в башне открыт Музей трёх культур.